# Hogna suprenans
Espèce
Synonymes
- Lycosa suprenans Chamberlin, 1924

Hogna suprenans est une espèce d'araignées aranéomorphes de la famille des Lycosidae.

## Distribution
Cette espèce est endémique de Louisiane aux États-Unis,.

## Description
La femelle holotype mesure 15,5 mm.

## Publication originale
- Chamberlin, 1924 : Descriptions of new American and Chinese spiders, with notes on other Chinese species. Proceedings of the United States National Museum, vol. 63, no 13, p. 1-38 (texte intégral).